# The Gospel According to the Meninblack
The Gospel According to the Meninblack (deutsch etwa: Das Evangelium nach den Männerninschwarz, alternative Schreibweise (The Gospel According To) The Meninblack) ist das fünfte Studioalbum der britischen Band The Stranglers. Das Konzeptalbum wurde am 7. Februar 1981 auf Liberty Records veröffentlicht und erreichte Platz 8 der UK Albums Charts.

## Titelliste
Alle Titel tragen The Stranglers als Autorennamen.
1. Waltzinblack (3:37)
2. Just Like Nothing On Earth (3:54)
3. Second Coming (4:23)
4. Waiting For The Meninblack (3:44)
5. Turn The Centuries, Turn (4:34)
6. Two Sunspots (2:32)
7. Four Horsemen (3:40)
8. Thrown Away (3:30)
9. Manna Machine (3:17)
10. Hallow To Our Men (7:26)

Bonustracks der CD-Version:
1. Top Secret (3:27)
2. Maninwhite (4:27)

## Entstehungsgeschichte
Der Produktionsprozess für The Gospel According to the Meninblack begann im Januar 1980 und wurde im August desselben Jahres abgeschlossen. 1980 war ein schwieriges Jahr für die Stranglers: Im März und April saß der Sänger und Gitarrist Hugh Cornwell fünf Wochen im Londoner Pentonville-Gefängnis ein, da er mit 1,5 Gramm Kokain, 90 Milligramm Heroin, geringen Mengen Marihuana und zwei Paketen mit psilocybinhaltigen Pilzen festgenommen worden war und sich dabei zudem in der Begleitung mutmaßlich minderjähriger Fans befand. Im selben Jahr wurde der Band während einer US-Tournee das gesamte Equipment gestohlen, es kam zur Trennung vom langjährigen Manager Ian Grant (der anschließend Manager von Big Country und The Cult wurde), und nachdem Fans wegen eines Konzertabbruchs in der Universität Nizza den Campus der Universität verwüstet hatten, wurde die komplette Band für fünf Tage inhaftiert.
Im Rahmen des Kompositionsprozesses nahmen die Mitglieder der Band Heroin, um „den kreativen Prozess zu unterstützen“. Für die Aufnahmen verzichtete die Band erstmals auf einen Produzenten und produzierte das Album (und die im Mai 1980 vorab veröffentlichte, nicht auf dem Album erschienene Single Who Wants the World?) selbst. Alan Winstanley, der das Vorgängeralbum The Raven produziert hatte und als Produzent von Generation X und Madness tätig war, fungierte als Toningenieur.
Knapp drei Wochen vor Veröffentlichung des Albums wurde der Titel Thrown Away als erste Single ausgekoppelt; sie erreichte Platz 42 der UK-Charts. Die zweite Singleauskopplung, Just Like Nothing On Earth, verfehlte als erste Stranglers-Single den Einzug in die Top 75. Das Album selbst hielt sich fünf Wochen in den Charts und erreichte dabei in der ersten Woche Position 8. Im Frühling 1981 unternahmen die Stranglers eine The tour according to the Meninblack benannte US-Tournee, um das Album zu bewerben. Insgesamt wurden von der Erstpressung des Albums etwa 50.000 Einheiten abgesetzt. The Gospel According to the Meninblack wurde mehrfach wiederveröffentlicht, unter anderem 1988 von EMI als CD, die zwei Bonustitel enthielt.
Inhaltlich setzen sich die Stücke des Albums mit dem Kontakt der Menschheit mit Außerirdischen und Men in Black auseinander und verweben diese Themen mit Passagen der Heiligen Schrift des Christentums, der Bibel. Die Stranglers hatten dieses Thema zuvor bereits im Stück Meninblack auf dem Vorgängeralbum The Raven sowie auf der Single Who Wants the World? aufgegriffen. Die Liedtexte stellen unter anderem die These auf, dass die Gottheit des Christentums eine außerirdische Intelligenz sei und dass die in der Bibel beschriebenen Wunder auf Demonstrationen außerirdischer Technologie fußten.
Die Aufnahmen zum Nachfolgealbum La Folie begannen im August 1981. Thematisch schlossen die Stranglers ihre Meninblack-Phase damit ab.
Das Meninblack-Introstück Waltzinblack wurde als Titelstück der britischen TV-Show Floyd on Food des Fernsehkochs Keith Floyd verwendet. Das Stück wird von den Stranglers als Intro für ihre Liveauftritte genutzt.

## Rezeption
Das britische Musikmagazin Smash Hits urteilte über das Album, „augenzwinkernde Arrangements“ untermauerten „verschrobenen, ausdruckslosen Gesang“, und zog Vergleiche zur US-Band Devo. Das US-Magazin Trouser Press notierte ausgiebige Instrumentalpassagen, großflächigen Einsatz von Synthesizern und komplexe Spezialeffekte, aber auch „wenig von der sonstigen Schubkraft“ der Band. Rezensent Ira Robbins bezeichnete das Album als „Attacke auf die organisierte Religion“, aber auch als „Aufbruch ins Nichts“. Der britische Melody Maker urteilte, das Album weise „kein Gefühl für Wärme oder Sinn“ auf, es sei völlig humorlos und der Gesang sei „gleichgültig an der Grenze zur Apathie“. Die Sounds bezeichnete die Musik des Albums als „praktisch wertlos“.
Allmusic bezeichnete das Album retrospektiv als „gestelztes Konzeptalbum“, auf dem die Band „unfokussiert und unüberzeugt durch esoterische Texte pflügen“ würde.
Hugh Cornwell, zum Erscheinungszeitpunkt Sänger und Gitarrist der Stranglers, bezeichnete The Gospel According to the Meninblack 2004 rückblickend als sein Lieblings-Stranglers-Album. Jean-Jacques Burnel hob 1998 in einem Interview hervor, dass das Album „exakt das geworden ist, was wir wollten“, und auch 17 Jahre später noch „sehr modern klinge“.